# 사쓰마정 (구)
사쓰마정(일본어: 樋脇町)은 일본 가고시마현 사쓰마군에 존재했던 정이다. 2005년 3월 22일, 미야노조정, 쓰루다정이 대등 합병해 새로운 사쓰마정(さつま町)이 되어 소멸했다.

## 역사
- 1889년 4월 1일 - 정촌제 시행에 따라 미나미이사군 미야노조촌, 오촌, 나가노촌이 설치되었다.
- 1954년 12월 1일 - 4촌이 합병해 사쓰마정이 성립하였다.
- 2005년 3월 22일 - 미야노조 정(宮之城町), 쓰루타 정(鶴田町),이 신설합병해 사쓰마정이 되었다.

## 교통

### 도로
- 국도 267호선
- 국도 328호선
- 국도 504호선

## 참고 문헌
- 角川日本地名大辞典編纂委員会,『角川日本地名大辞典 鹿児島県』1983, 角川書店